# Johnie Lewis
Johnie Lewis  (* 8. Oktober 1908 bei Eufaula, Barbour County, Alabama; † 6. Oktober 1992 in Chicago) war ein US-amerikanischer Country-Blues- und Gospel-Musiker (Gesang, Gitarre, auch Harmonika, Kazoo).

## Leben und Wirken
Lewis wuchs auf einer Farm bei Eulala in Alabama und in Georgia auf. Sein Erwachsenenleben verbrachte er meist in Chicago, wohin er in den 1930er-Jahren gezogen war und in kleinen Clubs auftrat. Seine musikalischen Vorbilder waren Tampa Red, Barbecue Bob und Blind Lemon Jefferson. Durch seinen Hauptberuf als Anstreicher machte er Bekanntschaft mit dem Filmemacher Harley Cokeliss, der einen Dokumentarfilm über den Chicago Blues drehte.  Sein Auftritt in dem Film, in dem er Songs wie Hobo Blues und When I'm Gone vorstellt, führte zu Aufnahmesessions für Arhoolie Records in den frühen 1970er-Jahren und der LP Alabama Slide Guitar. Das in Chicago entstandene Album enthielt eine Reihe von Country-Blues-Songs und Spirituals wie die Martin Luther King gewidmeten Lieder You Gonna Miss Me, I Got to Climb a High Mountain, ferner My Little Gal (mit Charlie Musselwhite).
Sein Songmaterial bestand meist aus traditionellen Songs, die er mit der Gitarre begleitete und dabei Slide-Gitarren-Effekte einsetzte.
Allmusic bezeichnet ihn als einen annehmbaren, eher durchschnittlichen Sänger und Gitarristen im ländlichen Südstaaten-Stil.

## Lexikalischer Eintrag
- Robert Ford: A Blues Bibliography. Routledge Music Bibliographies, 2008, Seite 634
- Edward Komara, Peter Lee: Blues Encyclopedia, 2004, Seite 599